# Peinture numérique
 (octobre 2020).
Si vous disposez d'ouvrages ou d'articles de référence ou si vous connaissez des sites web de qualité traitant du thème abordé ici, merci de compléter l'article en donnant les références utiles à sa vérifiabilité et en les liant à la section « Notes et références ».
La peinture numérique (ou digital painting, en anglais) est une forme d'art numérique apparue dans les années 1990 dans laquelle les techniques traditionnelles de la peinture, telles que l'aquarelle, les huiles et l’impasto, sont appliquées à l'aide d'outils numériques grâce à un ordinateur, une tablette graphique, un stylet et un logiciel. La peinture numérique diffère des autres formes d'art numérique, en particulier l'art généré par ordinateur, parce qu'elle n'implique pas que l'ordinateur s'appuie sur un modèle. L'artiste emploie des techniques de peinture pour créer la peinture numérique directement sur l'ordinateur.
Comme en peinture traditionnelle, il existe divers mouvements de peinture numérique[réf. nécessaire] parmi lesquels on retrouve notamment le Pixel art et le Pop art (David Hockney par exemple).

## Histoire de la peinture numérique
Le pixel art est, sans doute, l'une des premières techniques de peinture numérique, arrivé avec les premiers ordinateurs. Elle consistait à créer des images numériques point par point à la façon de la tapisserie ou de la broderie. Les couleurs y sont aussi limitées et dépendent de contraintes techniques fortes, notamment liées à la proximité pour les changements de couleur, au balayage vidéo et aux limites de vitesse des processeurs. Ce terme n'est toutefois apparu que lorsque les ordinateurs ont eu la capacité de faire des images en 16 millions de couleurs (24 ou 32 bits) avec des résolutions suffisamment élevées pour que l'on ne distingue plus à l'œil nu les pixels.
Dans les années 1970 apparaissent les palettes graphiques, des machines-outils de dessinateurs, destinées à la vidéo et permettant à l'aide d'un stylet de peindre sur des écrans vidéos avec quelques couleurs. La sortie vidéo peut également entrer dans une chaîne de diffusion et être projetée sur les chaines de télévision. Cette technique était, par exemple, utilisée par des caricaturistes, comme Siné, Plantu, Wiaz, Georges Wolinski ou Cabu, dans l'émission française de débat Droit de réponse (1981 – 1987), animée par Michel Polac, pour donner une pointe d'humour aux débats parfois houleux. Dans une optique plus artistique, elle fut, entre autres, pratiquée par le groupe The Residents, pionnier de la vidéo numérique. Ce type d'outils était très souple, mais aussi très onéreux, ne pouvant être exploité qu'avec des budgets de chaînes de télévision nationales.
Le crayon optique, livré sur les micro-ordinateurs 8 bits de la marque française Thomson ; TO7 (1982–1984)  puis MO5 (1984-?), permettait, dans les années 1980, de dessiner, grâce au logiciel Pictor, directement sur l'écran de façon vectorielle, puis de rejouer sous forme d'animation le processus créatif. À cette époque où les écrans de télévisions utilisaient des tubes cathodiques relativement bombés, ceux-ci posaient parfois des problèmes de précision pour le crayon optique et des traits apparaissaient parfois en diagonale pour rejoindre les angles de l'écran.
En 1983, Apple sort le Lisa, un ordinateur personnel réutilisant le système de souris et d'environnement graphique inventé par Xerox. Son succès sera limité. C'est avec son second système, baptisé Macintosh, comportant un écran en noir et blanc livré avec un logiciel de dessin, que sera diffusé à une échelle internationale un système graphique comportant un périphérique d'entrée facilitant le dessin. La souris reste moins précise que le crayon optique, mais évite les erreurs parfois aléatoires de cet outil. Celle-ci est également moins précise que la tablette graphique utilisée dans la palette graphique, mais son coût de fabrication est bien moins élevé. Le Macintosh contient également un microprocesseur 16/32 bits Motorola 68000, marquant un bond en avant dans la puissance par rapport aux microprocesseurs 8 bits des autres ordinateurs grand public. Il est cependant vendu à un prix élevé, le réservant à un public de professionnels. Cet ensemble, souris et environnement graphique de Xerox, se diffusera peu à peu sur la majorité des micro-ordinateurs.
L'Amiga (1985–1994) de Commodore apparaît en 1985, permettant pour la première fois d'afficher des milliers de couleurs sur un micro-ordinateur. Comme le Macintosh, il est équipé d'un microprocesseur 68000, mais sera également épaulé par un processeur graphique et un processeur vidéo puissant pour l'époque permettant d'afficher 4 096 couleurs à l'écran sur une palette de 16 millions et de faire différentes modifications de l'écran pendant le balayage de la lecture vidéo. Ces capacités en font un outil apprécié dans le domaine de la vidéo. Le programme d'Electronic Arts nommé Deluxe Paint sort la même année sur Amiga. Il s'agit d'un logiciel de dessin et de retouche d'image permettant enfin de faire un travail davantage poussé en pixel art ou en dessin à main levée en utilisant les possibilités étendues des couleurs de l'Amiga. Les contraintes de la palette de 16 ou 32 couleurs (parmi des millions) demeurent tout de même fortes.
En 1987, Photon Paint sort sur Amiga. Il permet de peindre en mode HAM (4 096 couleurs simultanées) et pour la première fois en milliers de couleurs sur un ordinateur.
En 1990, Mark Zimmer, qui écrira par la suite Painter, finit son premier algorithme de « peinture naturelle ».
En 1991, le logiciel TVPaint sort sur Amiga. Celui-ci reproduit tous les outils de la palette graphique en y alliant la puissance du système graphique de l'Amiga. Il est conçu pour fonctionner avec des tablettes et des cartes graphiques plus puissantes permettant d'afficher 16 millions de couleurs simultanément et des systèmes d'incrustation vidéo de l'Amiga Genlock. C'est la première fois qu'on peut utiliser une tablette graphique avec un ordinateur grand public.
Painter sur Macintosh [Quand ?], est créé par Mark Zimmer et la compagnie Fractal Design Corporation, puis est racheté plus tard par Corel. Il permet de simuler des effets proches de la peinture naturelle.
En 1996, Wacom sort l'Artpad, une tablette graphique à 1000 FF (environ 150 euros) qui est compatible avec l'Amiga et permet un accès plus populaire à cet outil,.
L'oekaki, apparu au début des années 2000 avec OekakiBBS , est une technique de peinture numérique en ligne utilisant, dans sa première version, un logiciel en java chargé sur le poste client via le protocole HTTP. Cet outil enregistre en général le processus créatif sur le serveur web et permet de le visualiser ensuite sous forme animation en reprenant le principe du logiciel Pictor de Thomson. Le logiciel sera décliné en plusieurs versions dont Javascript, flash, et autres langages de scripts.
Le logiciel openCanvas sort en 2000 et est diffusé gratuitement. Il est rapidement adopté avec une grande popularité dans le domaine de la peinture numérique. En plus d'être léger et rapide, il permet à des étudiants en art de s'exprimer. Cela dit, plus tard, il devient payant.
En 2005, sort MyPaint, un logiciel libre de peinture numérique qui tente de reproduire des brosses naturelles ou créatives qui sont basées sur une conception géométrique et paramétrée par l'utilisateur.
En 2007, Wacom sort la tablette graphique Cintiq dans deux formats, 12 pouces et 20 pouces, intégrant un écran LCD. La partie écran comme la partie tablette graphique sont reliés à l'ordinateur sur lequel fonctionne le logiciel. Cela permet de dessiner directement sur l'écran.
Des logiciels généralistes de traitement d'image, tels que Photoshop (en 2008 avec la version 11) sur Macintosh ou Gimp sur Linux, permettent également de faire de la peinture numérique avancée.
En 2011, sort le Samsung Galaxy Note qui permet de faire de la peinture numérique sur une phablette (petite tablette téléphonique) avec un stylet de technologie Wacom gérant la pression. Ce système n'a toutefois jamais été utilisé par les professionnels de l'illustration.
En 2015, Apple sort l''Ipad Pro qui va révolutionner la peinture numérique notamment grâce à la précision de son stylet et sa simplicité d'utilisation. L'application Procreate disponible uniquement sur l'ipad est probablement l'outil le plus abouti et le plus performant pour réaliser des travaux amateurs et professionnels. De nombreux illustrateurs utilisent ce logiciel. Ce dernier et Photoshop sont les outils de peinture numérique et d'illustration les plus utilisés dans le monde professionnel.
En 2020 La majeure partie des écoles d'art enseignent le digital painting (peinture numérique). L'outil principalement utilisé reste Photoshop associé à une tablette graphique. Le logiciel lightroom (Adobe) prend une place importante à partir des années 2020. La peinture numérique rend l'art et l'illustration plus accessible en termes de coûts et difficultés. Des Galeries d'art commencent également à exposer des œuvres de peinture numérique comme la galerie Art Piece.

## Techniques
La différence principale entre la peinture numérique et la peinture traditionnelle est le processus de création non linéaire. Un artiste peut peindre sur plusieurs calques (à l'instar des techniques du dessin animé traditionnel), qui peuvent être édités indépendamment. En outre, la possibilité de défaire et refaire la peinture libère l'artiste des contraintes d'un processus linéaire et, comme dans les techniques de peinture traditionnelle occidentale, permet le repentir. La peinture numérique peut devenir exempt de défauts.
La peinture numérique est limitée par la manière dont elle utilise les techniques de la peinture traditionnelle en raison de l'absence de support physique. À cause du gamut réduit des écrans, elle ne permet pas de produire certaines teintes disponibles dans la nature. Elle ne permet pas non plus d'utiliser des matières réflectives, diffractives ou fluorescentes. Il est en revanche plus facile, de nos jours, avec le coût bas de la mémoire et les outils de gestion de grandes images sur disque, de travailler sur des grands formats et la possibilité de corriger plus facilement et rapidement avec à la fois une grande précision et simultanément une grande surface. Les possibilités de visualisation et d'impression sont malheureusement toujours très limitées tant par leur qualité que par leur définition (les grands formats ont une résolution très basse).
On retrouve des gommes à effacer, des crayons, des brosses, des peignes et une variété d'outils originaux permettant de réaliser des peintures en deux ou en trois dimensions. La tablette graphique permet à l'artiste de travailler avec des mouvements relativement précis de la main et de transmettre selon différents modèles, pression, inclinaison, vitesse, etc.
Il existe de nombreux logiciels de peinture numérique, comme Chaoscope, Apophysis, Mandelbulb 3D, Corel Painter, Artrage, MyPaint, Open Canvas, et d'autres, moins spécialisés, qui conviennent assez bien à cette tâche, comme Adobe Photoshop, Corel Paint Shop Pro, GIMP ou Krita, qui donnent aux artistes un environnement proche de celui d'un peintre classique : une toile, de nombreux outils de peinture, des palettes de mélange et une multitude d'options de couleurs et de matières.
L'affichage est également une différence importante qui diffère d'une toile classique ou d'un dessin sur tout autre support. En effet l'affichage final de l'œuvre, son exposition, est totalement différent. L'œuvre d'art peut être affichée sur des écrans, sur divers supports imprimables comme des tirages d'art, mais également sur des réseaux sociaux dans le monde entier.
L'Œuvre d'art à l'époque de sa reproductibilité technique. La peinture numérique rend désormais l'art reproductible à l'infini, c'est également ce qui le rend plus accessible.

## Domaines d'utilisation

### Industrie du divertissement
La peinture numérique est employée, entre autres, dans l'industrie du divertissement , du cinéma, de la télévision, des jeux vidéo (matte painting) et des magazines spécialisés dans le fantastique.

### Communication
Elle est également utilisée dans la communication pour des illustrations d'affiches ou de packaging par exemple.

### Art
La peinture numérique est intégrée pour ses techniques de génération procédurale et assistée par ordinateur pour créer des motifs statiques complexes ou temporels dans des installations vidéos. L'artiste a alors différentes tâches telles que l'esthétique de l'œuvre finale et la procédure pouvant permettre d'exprimer de façon plus complexe l'idée conceptuelle de l'œuvre. Les outils Pure Data ou Processing sont deux logiciels libres très populaires dans ce domaine.
Dans les performances ou spectacles vivants, on peut utiliser les patchs ou croquis servant à projeter sur des écrans ou des bâtiments des images modifiées par des artistes performeurs. Le tout peut être agrémenté de musique. Les images diffusées peuvent alors être influencées par la musique et les algorithmes d'interprétation.
Il est possible d'exposer les œuvres numériques sous différentes formes en passant par exemple par l'impression (tirage photo, impression numérique, impression chromogénique (c-print)), l'installations vidéos de toutes sortes ou la diffusion par internet, soit via hébergement sur le site des artistes soit en passant par des plateformes de diffusion vidéo (YouTube, Dailymotion, Vimeo…). Des sites comme Café salé en France sont spécialisés dans la diffusion d'œuvres statiques de peinture numérique. La seule galerie d'art française à distribuer de la peinture numérique est Art Piece. D'autres, comme Deviant Art aux États-Unis et Poobbs en Chine, regroupent différentes formes d'art numérique dont une grosse part concerne la peinture numérique. Des artistes en vue, comme David Hockney, exposent des œuvres de peinture numérique sur des tablettes tactiles, comme l'ipad ou l'iphone, où elles ont été peintes.